# Piotr Ostaszewski
Piotr Ostaszewski (ur. 5 kwietnia 1964 w Żyrardowie) – polski historyk, politolog i amerykanista ze Szkoły Głównej Handlowej (SGH), specjalizujący się w historii najnowszej Stanów Zjednoczonych i regionu Azji i Pacyfiku, ambasador RP w Korei Południowej (2017–2024).

## Życiorys
W 1990 ukończył studia historyczne na Uniwersytecie Warszawskim. W latach 1993–1994 był stypendystą The Miller Center of Public Affairs na Uniwersytecie Wirginii, a następnie w Woodrow Wilson Center Cold War International History Project. W 1998 doktoryzował się tamże w zakresie historii najnowszej na podstawie pracy Wietnam w amerykańskiej polityce powstrzymywania w latach prezydentury Harryego S. Trumana, 1945–1953 (promotor: Krzysztof Michałek). W 2004 habilitował się w dziedzinie nauk humanistycznych w dyscyplinie nauk o polityce na Uniwersytecie im. Adama Mickiewicza w Poznaniu. Tytuł profesorski otrzymał w 2013.
W latach 1990–2000 pracował w Ośrodku Studiów Amerykańskich UW, gdzie tworzył program studiów amerykanistycznych. Od 2000 związany ze Szkołą Główną Handlową, gdzie jest profesorem. W latach 2012–2016 był prorektorem do spraw studentów i dydaktyki, a w 2006–2016 kierownikiem Katedry Studiów Politycznych w Kolegium Ekonomiczno-Społecznym SGH. Zajmuje się międzynarodowymi stosunkami politycznymi. Jest autorem publikacji naukowych z politologii, historii USA i powojennej historii konfliktów w państwach regionu Azji i Pacyfiku.
Wypromował troje doktorów.
Od 27 września 2017 do 31 lipca 2024 był polskim ambasadorem w Korei Południowej (formalnie odwołany w kwietniu 2025).
Włada biegle angielskim i włoskim oraz w stopniu zaawansowanym niemieckim.

## Publikacje książkowe
- Amerykańska wojna w Wietnamie, 1965–1973, w opinii dwóch pokoleń społeczeństwa polskiego, Warszawa: Ośrodek Studiów Amerykańskich. Uniwersytet Warszawski, 1999.
- Wietnam: najdłuższy konflikt powojennego świata 1945–1975, Warszawa: Wydawnictwo DiG, 2000.
- Kambodża: zapomniana wojna 1970–1975: (dojście Czerwonych Khmerów do władzy), Toruń: Wydawnictwo Adam Marszałek, 2003.
- Międzynarodowe stosunki polityczne: zarys wykładów, Warszawa: Wydawnictwo Książka i Wiedza, 2008, 2010.
- Laos: konflikt wewnętrzny i międzynarodowy 1945–1975, Toruń: Wydawnictwo Adam Marszałek, 2011.
- Chińska Republika Ludowa we współczesnych stosunkach międzynarodowych (ed.), Warszawa: Szkoła Główna Handlowa - Oficyna Wydawnicza, 2011.

### Tłumaczenia
- Maldwyn Jones, Historia USA, Gdańsk: Marabut 2002, 2003.
- John Lewis Gaddis, Strategie powstrzymywania: analiza polityki bezpieczeństwa narodowego Stanów Zjednoczonych w okresie zimnej wojny, Warszawa: Książka i Wiedza, 2007.
- David Owen, Chorzy u władzy: sekrety przywódców politycznych ostatnich stu lat, Warszawa: PIW, 2013.